# Serge et Bacchus de Rasafa
Pour les articles homonymes, voir Serge, Saint-Serge et Bacchus (homonymie).
Saints Serge et Bacchus de Rasafa (en latin classique Sergius et Bacchus ; en grec moderne Σέργιος και Βάκχος, Sérgios kai Vákkhos) sont des chrétiens morts martyrs vers 300 en Syrie et fêtés le 7 octobre.
Serge et Bacchus étaient des officiers militaires proches de l'empereur romain Maximien. Ils étaient chrétiens secrètement et refusèrent de prendre part à un sacrifice en l'honneur des dieux romains. Ils furent torturés à Barbalissos, où mourut Bacchus, puis Serge fut martyrisé jusqu'à Rasafa, avant d'être décapité car il ne voulait pas renier sa foi.
L'année 1994 relance l'intérêt des fidèles pour les deux saints. Les travaux de l'historien John Boswell ouvrent le débat dans un livre-somme publié peu avant sa mort, où il suggère que Serge et Bacchus étaient un couple homosexuel marié selon les rites chrétiens, mais ce point a été discuté par d'autres historiens. Dans la continuité des travaux de Boswell, le peintre et moine homosexuel Robert Lentz, représente Bacchus et Serge dans une œuvre, laquelle serait également une représentation d'un couple homosexuel (celle-ci sera diffusée durant la marche des fiertés de Chicago, la communauté LGBT de fidèles chrétiens s'appropriant l’icône).

## Anthroponymie
Bacchus est la latinisation du grec ancien Bákchos (Βάκχος), l’autre nom du dieu du vin grec Dionysos, et par syncrétisme, le nom du dieu dans la mythologie latine. Le nom du saint explique la raison de son martyre, foulé aux pieds par ses bourreaux, comme les raisins étaient foulés pour être réduits à l'état liquide. Le nom est parfois francisé en Bacche ou Bacque (/bak/).
Serge est la francisation du latin classique Sergius, nom de famille d'une importante famille romaine patricienne, les Sergii. Ce nom devint un prénom chrétien populaire en raison de son martyre dès le VIIe siècle.

## Hagiographie
Leur plus ancienne hagiographie connue date du Ve siècle et est anonyme, mais Syméon Métaphraste l'a révisée au Xe siècle.
Au IVe siècle, Dioclétien régnait avec Maximien Hercule, coempereur, sur l’empire romain qui s’étendait sur tout le pourtour méditerranéen. Dioclétien qui, au début de son règne, avait été tolérant avec les chrétiens, dont beaucoup occupaient de hautes fonctions militaires ou administratives, entreprit de purger l’armée de ses éléments qui avaient embrassé la religion du Christ. À l’automne 303, son coempereur Maximien Hercule en voyage à Samosate, capitale de la Comagène (province située dans la Turquie actuelle au nord d'Urfa), décida de démasquer les chrétiens qui pouvaient se trouver parmi la hiérarchie des légions.
Sous Maximien (cf. infra), les « bienheureux » Serge et Bacchus sont premier et deuxième officiers de la schole des gentils. Serge, par ses relations, a permis à son ami Antiochus d'être nommé gouverneur de province romaine de l'Euphratèse. Ils étaient secrètement de fervents chrétiens, et « étaient unis dans l’amour du Christ, et ne furent jamais séparés pendant leur service terrestre, unis non pas par leur tempérament, mais par leur foi ». À cette époque, un décret condamnait à la torture et à la mort quiconque ne rendait pas hommage à la mythologie gréco-romaine.
Des esprits malveillants allèrent à la rencontre de l'empereur pour lui demander pourquoi Serge et Bacchus n'étaient pas condamnés pour leur manque de ferveur envers les dieux, et pourquoi, alors qu'ils étaient chrétiens, ils côtoyaient si familièrement le pouvoir. Bien qu'il fût incrédule car il les aimait beaucoup, l'empereur testa leurs paroles en faisant des libations et des offrandes, avec toute l'armée. Il ne les vit pas participer, car ils priaient Dieu contre ces rites, et lui demandaient de les garder purs.
Maximien les fit arrêter et leur promit la liberté s'ils abjuraient leur foi, en sacrifiant à Jupiter. Ils refusèrent, alors l'empereur les obligea à être vêtus comme les femmes, et à traverser la ville jusqu'au palais, avec de lourdes chaînes autour du cou. Ils marchèrent tout en scandant des psaumes, et priant Dieu de les laisser sous sa garde. Arrivés, Maximien tenta une nouvelle fois de leur faire abjurer leur foi, en vain. Il les envoya à Antiochus pour les torturer jusqu'à leur repentir, sinon qu'ils meurent. Un ange apparut aux deux saints pour leur dire d'être courageux et de combattre le diable et les démons. Ils traversèrent plusieurs villes jusqu'à Barbalissos, capitale de la province. Antiochus les fit emprisonner puis torturer le lendemain, à son grand regret car il était ami de Serge.

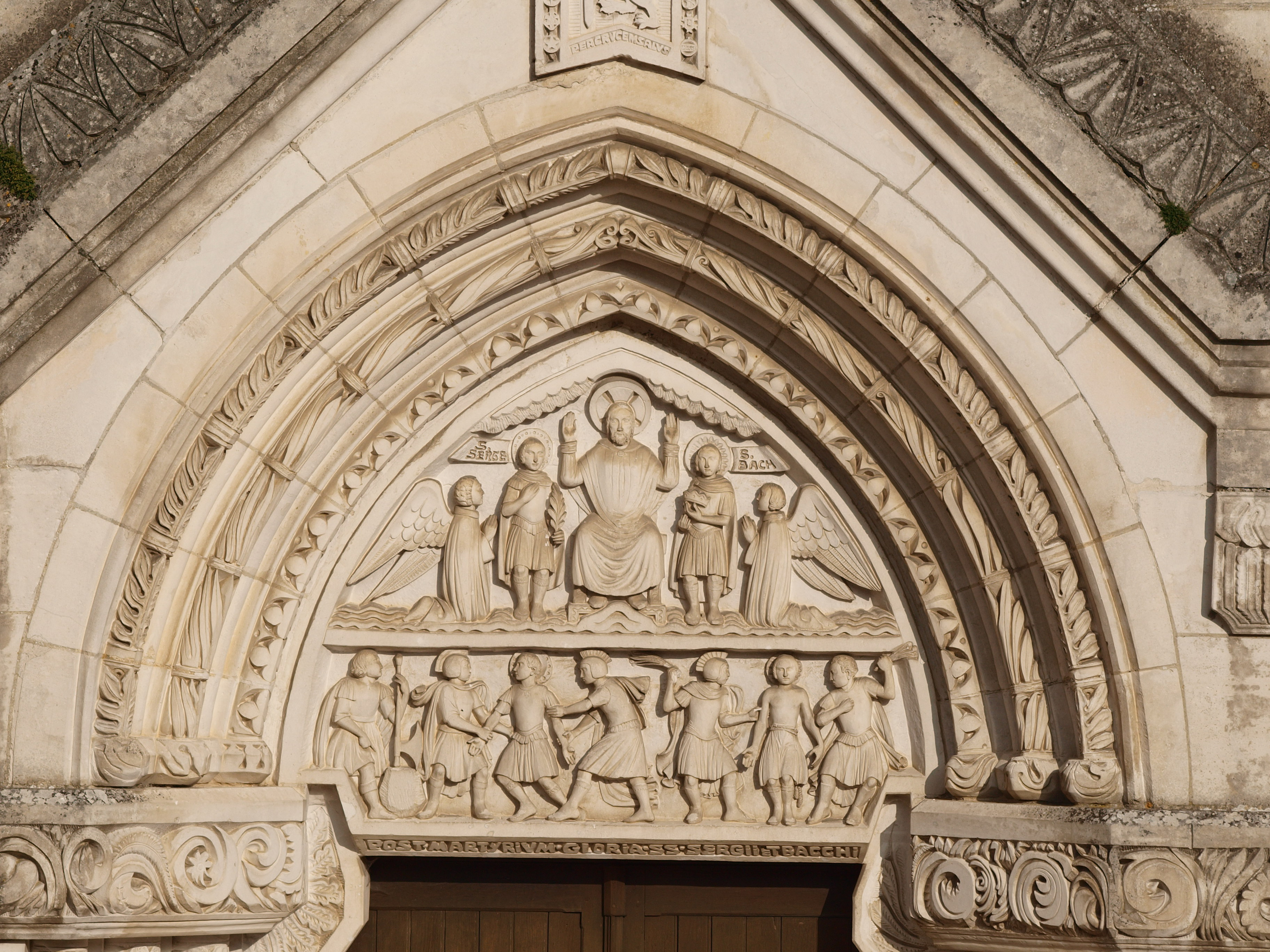
(Haut) Deux anges agenouillés encadrent Serge (à gauche), le Christ en majesté (au centre), et Bacchus (à droite).
(Bas) Représentation de la décapitation de Serge (à gauche) et flagellation de Bacchus (à droite). Tympan de l'église Saint-Serge de Pourrain (Yonne, France).

Bacchus fut flagellé et foulé par ses bourreaux, « le sang coulait partout ; son estomac et son foie furent rompus. » Bacchus ne perdit pas espoir en Dieu, et une voix venue du Ciel, qui stupéfia Antiochus et les bourreaux, dit à Bacchus qu'il pouvait reposer en paix. Son corps fut jeté en dehors de la prison, et laissé aux animaux ; ceux-ci pleurèrent sa mort, et des moines qui vivaient non loin vinrent près du cadavre, puis il fut inhumé dans une grotte. Serge pleura sa mort, mais le soir-même, son « doux compagnon et amant » (ὁ γλυκὺς ἑταῖρος καὶ ἐραστής) vint le soutenir pour lui dire qu'il avait déjà une place au Ciel, comme martyr pour sa foi.
Le lendemain, Antiochus ordonna à Serge de sacrifier aux dieux, ce qu'il refusa. Le gouverneur ordonna à ses hommes de main de mettre des clous aux semelles de bottes, les pointes vers la voûte plantaire, et Serge fut contraint de les chausser. Ils partirent jusqu'à Tetrapyrgium, Antiochus sur un char, Serge marchant devant, des gardes autour. Un ange vint le guérir durant la nuit, et Antiochus le pensa sorcier lorsqu'il le vit rétabli. Il lui laissa une chance de sacrifier aux dieux, mais le saint refusa, alors il lui ordonna de marcher devant lui jusqu'à Rasafa. Après leur arrivée, le gouverneur laissa une dernière chance au martyrisé, qui refusa une dernière fois, et qui fut décapité. Des hommes et des animaux sauvages pleurèrent son dévouement, et là où il fut décapité, un gouffre se forma, et il y fut enterré. Des religieux du château de Souros voulurent voler son corps pour lui donner une sépulture plus décente, mais le saint demanda au Christ d'enflammer la place de son repos ; ce miracle fit penser aux soldats de Rasafa qu'il était allumé par un ennemi.
Plus tard, quinze évêques se réunirent pour déplacer ses restes et les installer dans le sanctuaire le jour même de son martyre, le 7 octobre.

## Date de mort et historicité

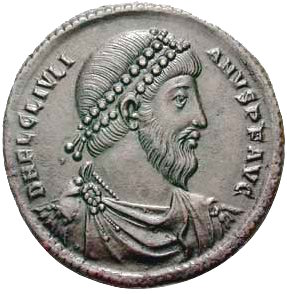
Pièce en bronze de l'empereur Julien, vers 360-363.

Le diocèse de l'Europe occidentale de l'Église orthodoxe de Serbie place leur martyre vers 296, et l'Encyclopædia Britannica en 303. L'Église catholique, sans donner de date, les fait mourir vers ou après 300,. Cela s'est passé ou durant le règne de l'empereur romain Maximien Hercule,, du 1er avril 286 jusqu'au 1er mai 305, ou au début du règne de Maximien Galère,, empereur du 1er mai 305 au 5 mai 311.
En 2000, David Woods revient sur leur culte : celui-ci s'est développé en 425 au plus tard, si on en croit la datation des murailles de Rasafa, et il n'y a aucune preuve que des moines se trouvaient dans la région au IVe siècle. La tombe serait celle d'un anonyme, qui a acquis la réputation d'être celle d'un martyr, et l'incendie mystérieux serait un phénomène naturel, peut-être l'ouverture d'une poche de gaz, ou alors un acte criminel, sous Julien (règne de 361 à 363). Il relève plusieurs anachronismes : il se peut que cela se soit passé sous Maximin Ier le Thrace, dont le règne fut de 235 à 238 (Maximinus au lieu de Maximianus), bien que l'humiliation infligée (le port de vêtements féminin) date plutôt de Julien. Woods pense encore que la passion des martyrs Serge et Bacchus n'est que le fruit d'une élaboration théologique, inspirée par des soldats s'étant révoltés contre Julien en refusant de participer à une parade militaire, ou alors par des martyrs réels. Il nota que l'on trouvait beaucoup de similitudes avec le récit de la passion de saints Juventin et Maximin, martyrs à Antioche en 363 et dont le culte était déjà établit au Ve siècle, dans l’Historia nova de Zosime.
Au XIXe siècle, Jacques-Antoine Dulaure avait commencé à conjecturer, qu'à la place de l'église Saint-Benoît-le-Bétourné, il y avait un ancien autel entouré de vignes au XIIIe siècle, en l'honneur du dieu Bacchus. Saint Bacchus n'avait pas de légende fixe, et les vignerons faisaient la fête en son honneur, « dans le même mois et au même jour où les vignerons de Paris célébraient, il n'y a pas un siècle, la fête du dieu Bacchus ». Il remarque que saint Grégoire de Tour (538-594) n'accole jamais Serge avec Bacchus dans ses œuvres (Historia francorum et De gloria beatorum martyrum), et que le glissement du nom de l'église de Saint-Bacchus en église de Saint-Benoit est dû à une erreur, mise en lumière par l'abbé Jean Lebeuf. Dulaure pense Bacchus était un nom qui devenait suspect, et tout en restant patron de l'église, il fut subordonné à Benoit. L'hypothèse de Woods était aussi soutenue par Pio Franchi de' Cavalieri (1869-1960), qui avait vu des similitudes avec le passage de l’humiliation des saints, habillés avec des robes de femmes.

## Controverse sur la nature de leur relation

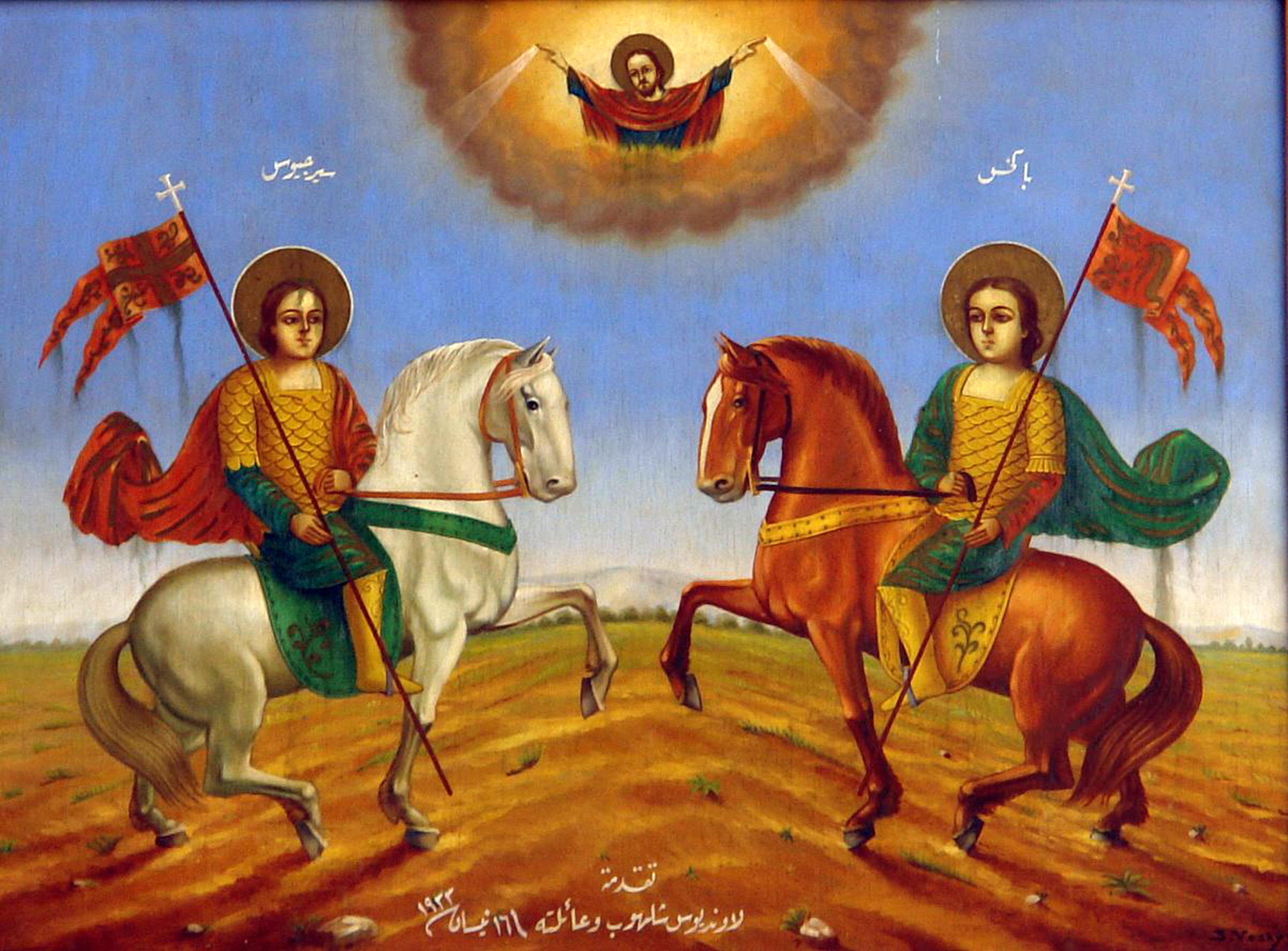
Icône orientale représentant Serge et Bacchus à cheval.

L'historien américain et militant LGBT John Boswell (1947-1994) a interprété que leur relation était une adelphopoiia, une forme de mariage homosexuel, donc une preuve que l'Église orthodoxe n'était pas toujours hostile aux relations et mariages homosexuels. Boswell cite aussi le fait que dans l'iconographie médiévale des deux saints, l'allusion à leur lien étroit émergerait parfois, par exemple en décrivant les deux auréoles qui les couronnent comme entrelacées, non divisées, et qu’erastês est lié à érôs, ce qui indique l'amour physique.
Jean-Claude Bologne dit qu'il est vrai qu’hetairos et erastês « peuvent être employés dans un contexte sexuel, mais leur hagiographie ne fait aucune allusion à une vie de couple », ils sont unis selon lui par l’agapê, qui désigne l'amour désintéressé. Il admet toutefois qu'il y a eu une cinquantaine de manuscrits du Xe siècle au XVIe siècle, dont la célébration d'unions masculines ait empruntée des éléments aux rites nuptiaux ; mais ce ne sont pas des « mariages » pour autant, seulement des adoptions ou des pactes d'assistance et d'éducation. Il ajoute que ces amitiés exclusives et célébrées étaient courantes chez les militaires.
Boswell considérait cette institution comme une sorte de précurseur chrétien du mariage homosexuel, rejeté aujourd'hui par la majorité des institutions chrétiennes, mais les autres historiens remettent en question la méthodologie et les conclusions de Boswell,,,. James Smalls argumente en disant que jamais les dignitaires chrétiens n'ont dit un bon mot envers l'homosexualité, que Serge et Bacchus étaient vus comme un idéal d'abnégation. Serge dit perdre un « frère et compagnon d'arme », mais Smalls indique que le terme de « frère » peut avoir un potentiel sens sexuel, ce que fait remarquer Jean-Luc Hennig, au sujet du Satyricon, avant de dire que la notion de fraternité non-sexuelle, entre un homme âgé et un plus jeune, apparaît en Europe durant le Moyen Âge (l’affrèrement).
L'Église orthodoxe se défend d'avoir pratiqué des unions de personnes de même sexes, et assure que cela était « de chastes "fraternisations" », bien que « Boswell affirme qu’il existait de semblables "ordres d’unir deux hommes" chez les chrétiens slaves », et le médiéviste Allan A. Tulchin de dire que « les "affrèrés" (frères) promettaient, devant témoins, de vivre ensemble pour partager "un pain, un vin, et une bourse" ».

### Popularité dans la communauté LGBT
L'icône des saints Serge et Bacchus peinte par Robert Lentz, moine franciscain homosexuel, en 1994, fut imprimée pour la première fois durant la marche des fiertés de Chicago de la même année, et est devenue un symbole populaire dans la communauté chrétienne LGBT. Avec la sortie du livre de John Boswell, cela fut l'un des facteurs de renouveau de l'intérêt pour le couple de saints.

## Vénération

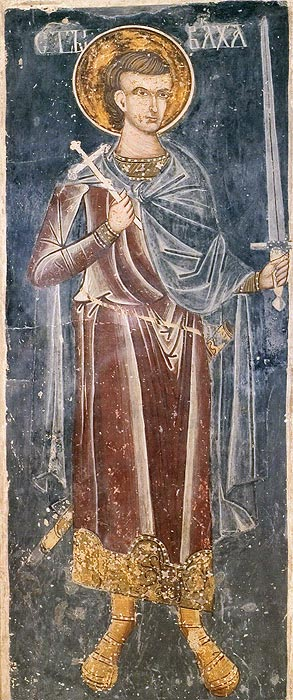
Saint Bacchus.

L’église a canonisé les martyrs Serge et Bacchus, et célèbre leur fête le 7 octobre, en pleine saison des vendanges. Ils seront reconnus par l'Église catholique romaine et l'Église orthodoxe.
Rasafa (aussi nommée Rusafa, Resafa ou Rosafa) fut par la suite rebaptisée Sergiopolis (ville de Serge) en l'honneur de Serge, l'église fut embellie et le site renforcé par Justinien le Grand et devint un des plus grands centres de pèlerinage de l'Orient. Devenue le siège d'un évêché après 431, elle conservait ses reliques dans une basilique fortifiée. Beaucoup d'autres églises furent construites en l'honneur de Serge. Les nomades du désert considéraient Serge comme leur saint patron particulier. Serge était un saint très populaire en Syrie et dans l'Arabie chrétienne,  le site devint un des plus grands centres de pèlerinage de l'Orient, et ils étaient vénérés comme les protecteurs de l'armée byzantine.
Une église des Saints-Serge-et-Bacchus leur fut consacrée à Constantinople par Justinien Ier, probablement en 527. Elle fut transformée en mosquée après la conquête de Constantinople par les Ottomans, connue aujourd'hui en Turquie sous le nom Küçük Ayasofya Camii (« petite Sainte-Sophie »). En Syrie, le monastère Saint-Serge-et-Saint-Bacchus de Maaloula date du Ve siècle, et le portail d'entrée de l'église Saint-Serge de Zabad avaient une dédicace trilingue le concernant sur son linteau, datée de 511 ou de 512. Dès le IXe siècle une église de Rome leur est dédiée : l'église Santi Sergio e Bacco degli Ucraini. Au début des années 1540, l'église Saint-Serge de Pourrain est construite, avec une représentation du martyre des saints et leur place au Ciel, en son tympan.

## Christianisation du dieu Bacchus et des bacchanales
Saint Bacchus et le dieu Bacchus furent amalgamés avec le temps, les dieux païens (mineurs et majeurs) devenant des saints chrétiens. Dionysius, latinisation du grec ancien Dionysos, était le prénom de Denis de Paris ; ses compagnons Éleuthère (surnom de Dionysos) et Rustique (venant de la fête des Rustica) ont peut-être été nommés ainsi en raison de leur liaison avec le dieu du vin. Les choix des 7 octobre, pour Serge et Bacchus, et 9 octobre, pour Denis de Paris, peuvent s'expliquer parce que ces fêtes se placent durant les vendanges.
Un poète français du nom de Gieffroy (Geoffroi ou Geoffroy), parfois identifié comme Geoffroi de Paris ou Geoffroy des Nés, écrivit Le Martyre de saint Baccus en 1313, où il liste les « douteux miracles » qui guérissent les gens, et où Bacchus est lié au travail de la vigne, du vin, et a pour mère Vigne et père Noé, qui peut être une référence à l'ivresse de Noé.
Saint Bacchus est le patron de l'Ordre Hospitalier Curieux et Courtois des Chevaliers de Saint Bacchus, une confrérie bachique créée en 1947.